# Duży Loch
Duży Loch – niewielka dolina w Pieninach będąca orograficznie lewym odgałęzieniem doliny Głębokiego uchodzącego do Jeziora Sromowskiego. Jej nazwa jest historyczna. Dolinka opada w kierunku północno-zachodnim. Na jej dnie na wysokości 561 m jest źródło, z którego wypływa niewielki potoczek uchodzący do Głębokiego Potoku. Dolinka jest głęboko wcięta, jej stoki porasta las. Jest widoczna z drogi Krośnica – Sromowce Wyżne.
Duży Loch znajduje się w obrębie Pienińskiego Parku Narodowego (PPN), w granicach wsi Sromowce Niżne, w województwie małopolskim, w powiecie nowotarskim, w gminie Czorsztyn. W latach 1987–1988 w dolince tej znaleziono bardzo rzadkie, w Polsce zagrożone wyginięciem gatunki porostów: jaskrawiec woskowoszary Caloplaca stillicidiorum, Catapyrenium lachneum, łuskotek wątrobiasty Catapyrenium lachneum, garbatka niebieskoczarna Thalloidima sedifolium oraz rzadką kruszynkę rozgałęzioną Synalissa symphorea.
170 m na południe od Dużego Locha jest druga, równoległa dolinka Mały Loch.